# Hilarius (Papst)
Der heilige Hilarius, auch Hilarus († 28. Februar (?) 468) war Papst von 461 bis 468.

## Leben und Verehrung
Hilarius war Erzdiakon unter Papst Leo I. und nahm in dessen Auftrag 449 am Konzil von Ephesos teil. Hier wurde unter Anwendung von Gewalt der Monophysit Eutyches, der nur die göttliche, nicht aber die menschliche Natur Jesu behauptete, für rechtgläubig erklärt. Hilarius, der deutlich den Kirchenbann gegen Flavianus von Konstantinopel bekämpfte, musste fliehen. Das Konzil von Chalkedon (451) verwarf den Monophysitismus und verurteilte Eutyches. Nach dem Einfall der Vandalen in Rom 455 verschenkte Hilarius einen Großteil seines Besitzes an Kirchen und Klöster.
Der Sarde Hilarius wurde nach dem Tod Leos – wahrscheinlich am 17. November 461 – zum Papst gewählt und am 19. November geweiht. Er starb am 28. Februar (?) 468. Nach einer abweichenden Auffassung dauerte sein Pontifikat vom 13. November 461 bis zum 29. Februar 468. Sein Name bedeutet ‚der Heitere‘. 
Als Papst setzte er die Politik seines Vorgängers fort, indem er die Herrschaft des römischen Episkopats über das südliche Gallien forderte. Auch verordnete er der hispanischen Kirche Gesetze. Der Liber Pontificalis preist ihn für seine Gaben an die römischen Kirchen und Klöster. Bezogen auf seinen Umgang mit der Ostkirche ist ein Dekretale erhalten, in dem er Häresien verurteilte, den Primat Roms betonte und die Beschlüsse der Konzilien von Nicäa im Jahre 325 und Chalkedon im Jahre 451 bekräftigte. In Italien richtete er sich gegen die Ausbreitung des Arianismus. In seine Amtszeit fällt eine Synode in der Basilika Santa Maria Maggiore im Jahre 465; es ist die erste römische Synode, von der umfassende Dokumente erhalten geblieben sind.
Sein Gedenktag ist in der katholischen Kirche der 29. Februar.